# Kullervo (Sibelius)
Pour les articles homonymes, voir Kullervo (homonymie).
Kullervo, op. 7 est un grand poème symphonique de Jean Sibelius, pour soprano, baryton, chœur d'hommes et orchestre. Il est considéré comme la naissance de la musique nationale finlandaise.
Il s'agit de l'une des premières œuvres symphoniques du musicien, écrite près de 7 ans avant sa première symphonie et un an avant sa célèbre Suite Lemminkäinen.
L'œuvre décrit les aventures de Kullervo, personnage des légendes et des épopées finlandaises (Kalevala, chants 31-36) qui furent une source d'inspiration constante pour Sibelius. Elle fut créée, sous la propre direction de Sibelius, le 28 avril 1892. Cette création, dans une salle remplie de partisans de l'indépendance finlandaise, fut un événement national et un grand succès tant critique que public, qui lança la carrière du jeune compositeur. Toutefois, Sibelius rejeta par la suite sa partition, n'autorisant qu'une exécution du troisième mouvement pour le centenaire du recueil des Kalevala en 1935, et ne s'y intéressa à nouveau qu'à la toute fin de sa vie. Kullervo ne fut rejoué en intégralité qu'en 1958, un an après la mort de Sibelius, plus de soixante ans après sa création. L’œuvre est aussi rejouée en 2015 à l'occasion des 150 ans de la naissance du compositeur, par l'Orchestre et le Choeur de l'Opéra national de Finlande dirigé par Jukka-Pekka Saraste et le Ballet national de Finlande sous la direction de Tero Saarinen.

## Structure
Kullervo est en cinq parties et dure environ 75 minutes, ce qui lui donne l'allure d'une véritable symphonie. De l'aveu même du musicien, ses thèmes lui sont entièrement propres et n'ont pas été repris du folklore finnois.
1. Introduction (orchestre) : Ouverture mystérieuse, noble et héroïque.
2. La jeunesse de Kullervo (orchestre) : Un chant, ou une berceuse, calme et mélancolique.
3. Kullervo et sa sœur (soprano, baryton, chœur d'hommes et orchestre) : À tous points de vue le centre de l'œuvre. Kullervo tombe amoureux d'une belle jeune fille, qu'il séduit avant d'apprendre qu'elle est sa sœur. Celle-ci, désespérée, se donne la mort, et Kullervo se lamente.
4. Kullervo dans la bataille (orchestre) : Kullervo part en guerre contre son oncle Untamo, qui menace sa famille. La musique est énergique et colorée.
5. La mort de Kullervo (chœur et orchestre) : Rongé par le remords après la mort de sa sœur, Kullervo demande à son épée si elle veut prendre la vie d'un homme coupable. L'épée acquiesce, puisqu'elle a déjà pris celles de nombreux innocents. Là-dessus, Kullervo se jette sur elle et meurt. Le chœur, lugubre, chante son oraison funèbre.